# Eichendorf
Eichendorf est une commune de Bavière (Allemagne), située dans l'arrondissement de Dingolfing-Landau, dans le district de Basse-Bavière.

## Personnalités liées à la commune
- Johannes Baader (1875-1955), architecte mort à Adldorf ;
- Gisela Riescher (* 1957), politologue et professeur d'université ;
- Hans Ritt (né en 1962), homme politique (CSU), député ;
- Heinz Schachtner (1920-2014), trompettiste, compositeur et auteur ;
- Franziska Stömmer (1922-2004), actrice populaire ;
- Toni Sulzböck (1922-1994), musicien et compositeur ;
- Joseph Zehrer (1954-), artiste allemand.